# Tunfiskeri (dokumentarfilm fra 1944)
|  | Denne artikel er oprettet af botten Steenthbot ud fra en ekstern database. Den kan derfor have sproglige fejl eller mangler. Denne skabelon kan fjernes efter kontrol af indholdet. |

 For alternative betydninger, se Tunfiskeri. (Se også artikler, som begynder med Tunfiskeri)
Tunfiskeri er en dansk dokumentarisk optagelse fra 1944.

## Handling
Kattegat ved Sjællands Odde - fiskerkutter H 125 ses på havet. Først fanges der sild, men derefter fanges den store tunfisk. Kutteren returnerer derefter til Odden Havn.